# Bérchules
Bérchules est une commune de la communauté autonome d'Andalousie, dans la province de Grenade, en Espagne.

## Géographie

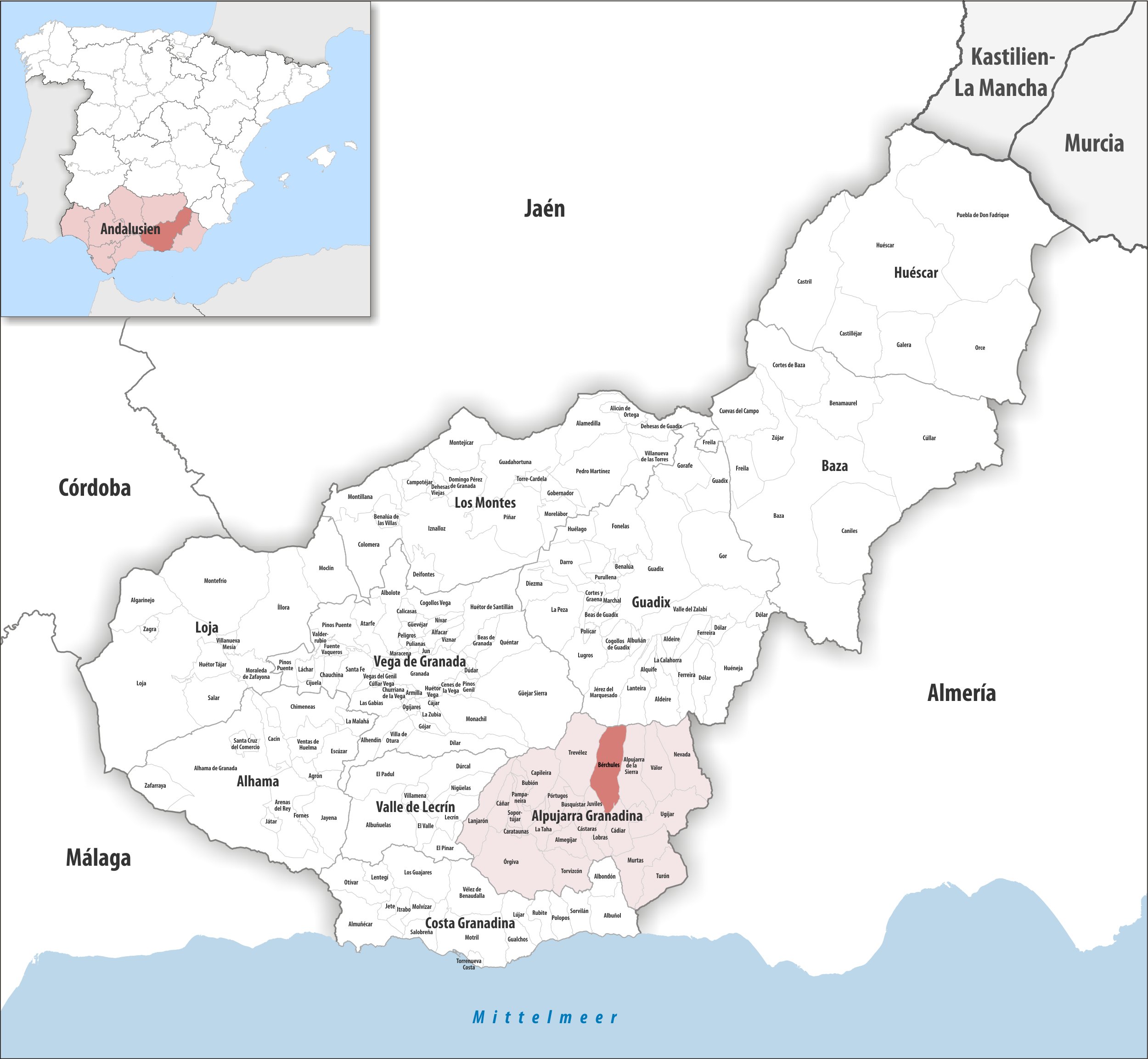
Bérchules dans la comarque Alpujarra grenadine, province de Grenade / en Andalousie

### Localisation
La commune de Bérchules se trouve au sud-sud-est de l'Espagne, dans le sud de la province de Grenade et dans le nord de la comarque Alpujarra grenadine (en espagnol Alpujarra Granadina).
Grenade est à 104 km nord-ouest ;
Madrid à 535 km nord ;
Malaga à 155 km ouest ;
Gibraltar à 292 km ouest-sud-ouest (distances par route).

## Administration
| Période                                  | Période | Identité | Étiquette | Qualité |
| ---------------------------------------- | ------- | -------- | --------- | ------- |
| N/A                                      | N/A     | N/A      | N/A       | Maire   |
| Les données manquantes sont à compléter. |         |          |           |         |